# USS Elusive (AM-225)
USS Elusive (AM-225) – trałowiec typu Admirable służący w United States Navy w czasie II wojny światowej. Służył na Pacyfiku.
Okręt został zwodowany 10 czerwca 1944 w stoczni American Shipbuilding Company w Lorain, matką chrzestną była E. Sweat. Jednostka weszła do służby 19 lutego 1945, pierwszym dowódcą został Lieutenant Commander E. N. Cleaves, USNR.
Brał udział w działaniach II wojny światowej. Oczyszczał z min wody Dalekiego Wschodu po wojnie. Wycofany ze służby 29 maja 1946 i przekazany Chinom, gdzie służył jako „Yung Kang” (AM 54). Wycofany ze służby 6 stycznia 1962.

## Odznaczenia
„Elusive” otrzymał 1 battle star za służbę w czasie II wojny światowej.